# Garcirrey
Garcirrey est une commune de la province de Salamanque dans la communauté autonome de Castille-et-León en Espagne.

## Histoire
Garcia Rey est fondée au début du XXe siècle, en hommage à García Ier d'Oviedo (roi de 910 à 914).

## Démographie
Depuis 1910 (450), la population ne cesse de diminuer.